# USF1
L'USF1 (acronimo per Upstream transcription factor 1) è un gene umano presente nel DNA.

## Funzioni
Il gene USF1 codifica per un fattore di trascrizione appartenente ad una famiglia evoluzionisticamente ben conservata di fattori di trascrizione a dominio elica-ansa-elica (helix-loop-helix) a cerniera di leucina. 
Tale proteina è in grado d'indurre la trascrizione attraverso un elemento promotore ricco di pirimidine e contenente sequenze del tipo E-box.
Questo gene è stato collegato all'iperlipidemia combinata familiare (FCHL), una delle malattie più diffuse per quanto riguarda i disordini a livello delle lipoproteine.

## Varianti
Si è visto che il gene USF1 può generare due isoforme a seguito del verificarsi di fenomeni di splicing (processamento) alternativo.